# Dendrocerus angustus
Dendrocerus angustus är en stekelart som beskrevs av Paul Dessart 1999. Dendrocerus angustus ingår i släktet Dendrocerus och familjen trefåresteklar. Inga underarter finns listade i Catalogue of Life.